# Ingenio et arti
De Medaille Ingenio et arti is een exclusieve Deense onderscheiding die sinds 31 augustus 1841 wordt uitgereikt aan zeer verdienstelijke kunstenaars, zoals schilders, componisten en musici, maar ook aan belangrijke wetenschappers. Zij mogen de letters M.i.&a. achter hun naam plaatsen.

## Achtergrond
De Latijnse naam betekent "voor vernuft en kunst". De Deense monarchen verlenen de medaille zelden. Soms zijn er twee verleningen in een jaar, soms slaat men een jaar over. Koning Christiaan IX van Denemarken heeft als enige Deense monarch ervan afgezien om de medaille te verlenen.
De meest recente uitreiking was in 2006 aan de actrice Ghita Nørby. Andere dragers waren de Deense schrijfster Karen Blixen en de Zweedse sopraan Birgit Nilsson. De medaille is dus niet alleen aan Deense staatsburgers voorbehouden.
De medaille past in de traditie waarin de Europese vorsten medailles met hun portret aan kunstenaars schonken, de hoge waarde van de gouden medaille had het karakter van een bijzondere gratificatie. De Medaille van Genade van de Duitse Keizers en Oostenrijkse heersers hebben model gestaan voor deze praktijk. De Nederlandse Eremedaille voor Kunst en Wetenschap is vergelijkbaar met de Deense onderscheiding al wordt de Nederlandse medaille om de hals gedragen.
Op de voorzijde van de Medaille Ingenio et Arti is de regerende Deense koning of koningin afgebeeld. Het Latijnse rondschrift luidde achtereenvolgens "CHRISTIANVS VIII REX DANIÆ", "FREDERICVS VII REX DANIÆ", "FREDERICVS VIII REX DANIÆ", "CHRISTIANVS X REX DANIÆ", "FREDERICVS IX REX DANIÆ", en sinds 1972 "MARGARETHE II REGINA DANIÆ".
Op de keerzijde is een naakte en gevleugelde genius afgebeeld. Deze jongensfiguur is met een lauwerkrans getooid en draagt een brandende fakkel. Aan zijn voeten staan een lier en een openstaande mand met gereedschappen. Het rondschrift luidt "INGENIO ET ARTI".
De bewaard gebleven medaille van Christiaan X die in 1910 aan de actrice Anna Bloch werd uitgereikt was van 18 karaat goud en weegt 54 gram. Op de rand is de naam "ANNA CHRISTINE BLOCH født LINDEMANN" ingegraveerd. In 2011 was een dergelijke medaille ongeveer 1400 euro waard maar verzamelaars betalen voor de zeldzame medailles veel meer dan de goudprijs rechtvaardigt.

## Dragers van de Medaille "Ingenio et arti"

### Onder koningChristiaan VIII(1839-1848)
De koning schreef op 25 oktober 1841 aan zijn minister van Financiën dat hij "tien exemplaren in goud en 20 exemplaren van de Zilveren Medaille voor wetenschappen en kunst" wilde laten slaan. De daaraan verbonden kosten zouden door zijn eigen kas, de "Partikulairkammer" worden gedragen. In december 1845 bestelde de vorst nog zeven gouden medailles. Alleen de volgende 10 ontvangers zijn in de archieven gevonden.
- 1841, 1 december: Charles-Henri Ternaux-Compans (1807-1864), Frans schrijver
- 1841, 2 december: Auguste Jal (1791-1873), Franse marine-officier en schrijver
- 1841, 3 december: Hippolyte Gaucheraud, Frans historicus
- 1841, 4 december: Jean Jacques Altmeyer (1804-1877), Belgisch historicus
- 1841, 5 december: Rudolph Christian Böttger (1806-1881), Duits natuurkundige
- 1841, [datum onbekend]: J.P. Møller (1783-1854), schilder, conservator
- 1842, 7 juli: Alexis de Saint-Priest (1805-1851), Frans diplomaat, historicus
- 1846, 4 februari: Karl Ludwig Hencke (1793-1866), Duits astronoom
- 1846, 21 april: Peter Wilhelm Lund (1801-1880), natuuronderzoeker
- 1846, 31 december: Johann Gottfried Galle (1812-1910), Duits astronoom

### Onder koningFrederik VII(1848-1863)
- 1857, 9e februari: Edward Young (1823-1882), Oostenrijks-Hongaars schilder
- 1857, 31 augustus: Christian Hoegh-Guldberg (1802-1879), kunstvuurwerkmaker
- 1857, 9e december: Christopher Budde-Lund (1807-1862), officier
- 1858, 31 januari: Frederik baron Rosenkrantz (1822-1905), officier
- 1858, 1 februari: Carl Georg Enslen (1792-1866), Oostenrijkse kunstenaar
- 1858, 24 april: Benjamin Leja (1797-1870), Zweeds hofopticien
- 1859, 15 februari: Bernhard Carl Levy (1817-1863), Frans chemicus
- 1860, 22 november: Maria Bojesen (1807-1898), schrijfster
- 1862, 8 februari: Jacob Kornerup (1825-1913), architectuurschilder, portrettekenaar en archeoloog[2]
- 1862, 6 april: Carl Johan Anker (1835-1903), Noors officier, auteur
- 1862, 22 oktober: Rudolph Striegler (1816-1876), Koninklijk hoffotograaf
- 1862, 22 oktober: William Christensen (1822-1899), goud- en zilverwerkfabrikant
- 1862, 4 maart: Peter Emanuel Schmidt (1829-1893), hof- en legerinstrumentmaker
- 1862, 8 april: Wilhelmina Neruda (1838-1911), Tsjechisch violiste
- 1862, 14 augustus: N.C.H. Piehl (1819-1892), telegraafmanager
- 1862, 31 augustus: Marcus Selmer (1819-1900), Noors fotograaf
- 1862, 29 oktober: I.A. Gold (1828-1870), secretaris
- 1862, 10 november: Jules Delépierre (1820 -?), Frans musicus
- 1862, 8 december: Abraham Lundquist (1817-1892), Zweeds musicus

### Onder koningChristian IX(1863-1906)
De Medaille "Ingenio et Arti" werd tijdens zijn koningschap niet verleend.

### Onder koningFrederik VIII(1906-1912)
- 1907, 9 februari: Betty Nansen (1873-1943), actrice, regisseur.
- 1907, 21 april: Erika Wedekind (1869-1944), koninklijk Saksisch kamerzangeres
- 1907, 5 juli: Arthur Schulz (1873 -?), Duits beeldhouwer
- 1908, 1 januari: Nielsine Petersen (1853-1916), beeldhouwster
- 1908, 14 september: Emma Thomsen (1863-1910), actrice
- 1909, 31 oktober: Sara Jane Cahier (1875-1951), Oostenrijks-Hongaarse Keizerlijk en Koninklijk hof-operazangeres
- 1910, 31 augustus: Anna Bloch (1868-1953), actrice
- 1910, 14 november: Mathilde Mann (1859-1925), Duits vertaalster
- 1910, 17 december: Oda Nielsen (1851-1936), actrice

### Onder koningChristian X(1912-1947)
- 1913, 22 januari: Anna Ancher (1859-1935), schilder. Autobiografie van Kaarsted, p. 219-222.
- 1913, 10 mei: Johanne Dybwad (1867-1950), Noors actrice
- 1915, 19 april: Elisabeth Dons (1864-1942), operazanger
- 1915, 17 november: Henry Irving (1869-1956), Zweeds actrice
- 1916, 6 januari: Ellen Beck (1873-1953), koninklijk kamerzanger
- 1917, 21 mei: Emilie Ulrich (1872-1952), koninklijk kamerzanger
- 1918, 14 januari: Johanne Stockmarr (1869-1944), hofpianiste
- 1918, 1 juni: Walpurgis Borchsenius (1872-1949), prima ballerina
- 1921, 6 september: Marie Leconte (1869-1947), Franse actrice
- 1922, 21 februari: Berta Morena (1878-1952), Duits operazanger
- 1922, 29 maart: Elna Jørgen-Jensen (1890-1969), prima ballerina, onderscheiding ontnomen in 1946
- 1922, 23 september: Jonna Neiiendam (1872-1938), actrice
- 1922, 23 september: Bodil Ipsen (1889-1964), actrice
- 1922, 23 september: Tenna Kraft (1885-1954), koninklijk kamerzanger
- 1923, 3 december: Sigrid Neiiendam (1868-1955), actrice
- 1923, 26 maart: Agnes Adler (1865-1935), pianist
- 1923, 26 oktober: Adeline Gene-Isit (1878-1970), prima ballerina
- 1924, 12 september: Dien Logeman (1864-1925), Belgisch vertaler
- 1924, 25 september: Mathilde Nielsen (1858-1945), actrice
- 1925, 1 april: Anna Jacobsen (1857-1926), actrice
- 1926, 2 juni: Ida Miller (1872-1947), koninklijk kamerzanger
- 1926, 2 juni: Ingeborg Norregaard Hansen (1874-1941), koninklijk kamerzanger
- 1926, 29 oktober: Paul Rung-Keller (1879-1966), organist, componist
- 1927, 30 mei: Anna Pavlova (1882-1931), Russisch balletdanser
- 1927, 17 november: Anne Marie Carl Nielsen (1863-1945), beeldhouwer. Autobiografie van Kaarsted, pagina's 223-229
- 1928, 31 januari: Nanny Larsen-Todsen (1884-1982), Zweeds hofzangeres
- 1928, 5 mei: Maria Jeritza (1887-1982), Oostenrijks-Hongaars keizerlijk en koninklijk kamerzanger
- 1928, 11 mei: Gertrude Palson-Wettergren (1897-1991), de Zweedse operazangeres
- 1929, 7e december: Gerda Christopherson (1870-1947), theaterdirectrice
- 1931, 13 januari: Emmi Leisner (1886-1958), Duits kamerzanger
- 1931, 9 mei: Pauline Brunius (1881-1954), Zweeds actrice
- 1931, 27 augustus: Clara Pontoppidan (1883-1975), actrice
- 1931, 14 oktober: Gabrielle Robin (1886-1981), Frans actrice
- 1931, 14 oktober: Suzanne Devoyod (1867-1954), Frans actrice
- 1932, 29 februari: Elisabeth Schumann (1891-1952), Duits kamerzangeres
- 1932, 10 maart: Bergliot Ibsen (1869-1953), Noors concertzanger
- 1932, 3 juni: Agnes Slott-Møller (1862-1937), schilderes
- 1933, 14 maart: Else Skouboe (1898-1950), actrice
- 1933, 10 mei: Britta Hertzberg (1901-1976), Zweeds operazangeres
- 1933, 3 september: Jeanne-Louise Ternaux-Compans Hermite (1886-1958), Frans schrijfster
- 1933, 18 oktober: Frieda Leider (1888-1975), Duits operazangeres
- 1933, 30 november: Hans Hartvig Seedorff (1892-1986), auteur
- 1933, 4 december: Poul Reumert (1883-1968), acteur
- 1934, 23 maart: Axel Juel (1883-1948), auteur. Autobiografie van Kaarsted, p. 230-235.
- 1934, 4 mei: Karen Caspersen (1890-1941), actrice
- 1934, 29 mei: Ingeborg Steffensen (1888-1964), koninklijk kamerzangeres
- 1934, 18 mei: Gyrithe Lemche (1866-1945), schrijver.
- 1934, 26 juni: Helga Gorlin (1900-1993), de Zweedse operazangeres
- 1934, 23 oktober: Kaja Eide (1884-1968), Noors operazangeres
- 1934, 2 december: Augusta Leaf (1871-1953), actrice.
- 1934, 2 december: Ulla Poulsen Skou (1905-2001), prima ballerina.
- 1935, 30 januari: Gunna Breuning Storm (1891-1966), koninklijk hofvioliste
- 1935, 18 november: Carl Gandrup (1880-1936), auteur.
- 1936, 29 april: Tora Teje (1893-1970), Zweeds actrice
- 1936, 30 april: Hilda Borgström (1871-1953), Zweeds actrice
- 1936, 16 september: Agnes Lindh (1872-1952), Finse actrice
- 1936, 23 september: Lauritz Melchior (1890-1973), operazanger.
- 1937, 24 mei: Agis Winding (1875-1943), actrice
- 1937, 14 juni: Lilly Lamprecht (1887-1976), koninklijk kamerzangeres
- 1937, 25 oktober: Madeleine Breville-Silvain (1909 -?), Frans actrice
- 1938, 30 november: Else Højgaard (1906-1979), danseres, actrice
- 1938, 30 november: Margot Lander (1910-1961), prima ballerina
- 1938, 30 november: Henrik Bentzon (1895-1971), acteur
- 1939, 30 januari: John Buchholtz (1882-1940), auteur
- 1939, 17 november: Ellen Jorgensen (1877-1948), historica
- 1939, 1 december: Karin Nellemose (1905-1993), actrice
- 1939, 18 december: Robert Storm Petersen (1882-1949), illustrator, auteur
- 1940, 12 november: Charlotte Wiehe-Berény (1865-1947), actrice
- 1941, 25 februari: Valfrid Palmgren Munch-Petersen (1877-1967), filologe
- 1941, 2 december: Anna Borg (1903-1963), actrice
- 1942, 1 december: Else Schott (1895-1989), koninklijk kamerzangeres

### Onder koningFrederik IX(1947-1972)
- 1947, 27 september,Henrik Lund (1875-1948) auteur
- 1947, 27 september, Evelyn Heep (1880-1955) voordrachtskunstenares
- 1947, 14 november, Herluf Jensenius (1888-1966) kunstenaar
- 1948, 5 januari, Mogens Wöldike (1897-1988) organist, dirigent
- 1948, 14 december,Kaare Borchsenius (1874-1960) uitvoerend producent
- 1949, 21 januari, Edith Rode (1879-1956) auteur
- 1949, 21 januari, Albert Høeberg (1879-1949) koninklijk kamerzanger
- 1949, 5 juni, Hans Beck (1861-1952) balletmeester
- 1950, 14 januari, Henrik Malberg (1873-1958) acteur
- 1950, 6 maart, Robert Neiiendam (1880-1960) theaterhistoricus
- 1950, 25 september, Karen Blixen (1885-1962) auteur
- 1950, 3 december, Ellen Gottschalch (1894-1981) actrice
- 1951, 27 april, Beatrice Bretty (1893-1982) Frans actrice
- 1951, 17 juni, Jacob Paludan (1896-1975) auteur
- 1951, 25 oktober, Thorkild Roose (1874-1961v acteur
- 1951, 3 december, Bodil Kjer (1917) actrice
- 1951, 3 december, Gerda Karstens (1903-1988) danser
- 1952, 13 juli, Jonathan Petersen (1881-1961) schrijver, componist
- 1952, 26 september, Thomas Jensen (1898-1965) dirigent
- 1953, 24 november, Else Brems (1908-1995) koninklijk kamerzanger
- 1954, 9 februari, Poul Wiedemann (1890-1969) koninklijk kamerzanger
- 1954, 10 mei, Erik Henning-Jensen (1887-1954) theater directeur
- 1955, 26 januari, Paul Bergsøe (1872-1963) chemicus, schrijver
- 1955, 24 maart, Jean Hersholt (1886-1956) Deens/Amerikaans acteur
- 1955, 26 maart, Margaret Rutherford (1892-1972) Brits actrice
- 1955, 16 september, John Meyer (1884-1972) acteur
- 1956, 3 december, Holger Byrding (1891-1980) koninklijk kamerzanger
- 1961, 23 juli, Sam Besekow (1911) regisseur
- 1963, 25 juni, Carl Th. Dreyer (1889-1968) filmregisseur
- 1964, 9 maart, Victor Schiøler (1899-1967) pianist
- 1966, 8 juni, Julius Bomholt (1896-1969) cultureel politicus
- 1969, 26 september, Harald Lander (1905-1971) balletmeester
- 1969, 3 december, Einar Nørby (1896-1983) koninklijk kamerzanger
- 1970, 1 december, Sven Thorsen (1895-1971) auteur.
- 1971, 5 juli, Carl Erik Martin Soya (1896-1983) auteur.
- 1971, 3 december, Elith Pio (1887-1983) acteur.

### Onder koninginMargrethe II(1972 - 2024)
- 1972, 15 september: Christian Elling (1901-1974), historicus
- 1972, 3 december: John Price (1913-1996), acteur, regisseur
- 1973, 5 januari: Hans Bendix (1898-1984), tekenaar, schilder
- 1973, 23 mei: Birgit Nilsson (1918-2005), Zweeds operazangeres
- 1974, 3 december: Torben Anton Svendsen (1904-1980), regisseur
- 1978, 1 november: Peter Vilhelm Glob (1911-1985), archeoloog
- 1981, 27 februari: William Heinesen (1900-1991), auteur, componist, beeldend kunstenaar
- 1985, 11 december: Piet Hein (1905-1996), auteur
- 1986, 12 september: Martha Graham (1894-1991), Amerikaans choreografe
- 1986, 9 december: Knud W. Jensen (1916-2000), museumdirecteur
- 1989, 13 februari: Frederik Julius Billeskov Jansen (1907-2002), literatuurhistoricus
- 1990, 16 april: Eric Fischer (1920), kunsthistoricus
- 1992, 4 juni: Olaf Olsen (1928), historicus, archeoloog
- 1994, 3 december: Niels Bjørn Larsen (1913), regisseur, danser
- 1995, 30 augustus: Francesco Cristofoli (1932), operaregisseur, dirigent
- 1998, 3 december: Jørgen Reenberg (1927), acteur
- 1999, 8 oktober: Bjørn Nørgaard (1947), beeldhouwer, graficus
- 2001: Kirsten Simone (1934), prima ballerina
- 2001: Per Kirkeby (1938), schilder, beeldhouwer, architect
- 2006: Ghita Nørby (1935), actrice